# 有限域
在数学中，有限域（英語：finite field）或伽罗瓦域（英語：Galois field，为纪念埃瓦里斯特·伽罗瓦命名）是包含有限个元素的域。与其他域一样，有限域是进行加减乘除运算都有定义并且满足特定规则的集合。有限域最常见的例子是当 p 为素数时，整数对 p 取模。
有限域的元素个数称为它的阶。
有限域在许多数学和计算机科学领域的基础，包括数论、代数几何、伽羅瓦理論、有限幾何學、密码学和编码理论。

## 定理
- 有限域的阶（有限域中元素的个数）是一个素数的幂。
- 对于每个素数p和每个正整数n在同构的意义下存在惟一的{\displaystyle p^{n}}阶的有限域，并且所有元素都是方程 {\displaystyle x^{p^{n}}-x=0} 的根，该域的特征为p。
- 有限域的乘法群是循环群。即若F是有限體，则存在{\displaystyle \alpha \in F}使得{\displaystyle F^{*}=\{x\in F|x\neq 0\}=\langle \alpha \rangle }。
- 有限域是完美域，即它的任何代数扩张一定是可分扩张。
- 有限域的有限扩张一定是伽罗瓦扩张，并且对应的伽罗瓦群是循环群。

## 存在性與唯一性
設 q = pn 為質數冪， F 為多項式
{\displaystyle P=X^{q}-X}
於質數域 GF(p) 上的分裂域。換言之， F 是最低階的有限域，使得 P 在 F 內有 q 個互異的根（注意 P 的形式導數為 {\displaystyle -1\neq 0} ，因此 P 無重根）。
利用二項式定理，可證恆等式
{\displaystyle (x+y)^{p}=x^{p}+y^{p}}
在特徵為 p 的域上成立（中一新生之夢）。此恆等式說明 P 任兩根之和或積仍為 P 的根。同時， P 的根的乘法逆元仍是根，因此 P 的根構成一個 q 階的域。由 F 的最小性，可知此域即為 F。
由於分裂域在同構意義下唯一， q 階域也在同構意義下唯一（已證其為 {\displaystyle P=X^{q}-X} 的分裂域）。而且，若域 F 有一個階為 {\displaystyle q=p^{k}} 的子域，則其元素恰為 {\displaystyle X^{q}-X} 的 q 個根，所以 F 不能包含另一個階為 q 的子域。
E·H·摩爾於 1893 年證明了以下的分類定理，可作為本節的總結：
有限域的階為質數冪。對任意一個質數冪 q, 都存在 q 階的域，並且任意兩個  q  階的域都同構。該些域中，任意的元素 x 都滿足
{\displaystyle x^{q}=x,}
且多項式 Xq − X 可分解成
{\displaystyle X^{q}-X=\prod _{a\in F}(X-a).}
由此可知，GF(pn) 有同構於 GF(pm) 的子域當且僅當 m 整除 n；該情況下，僅有唯一的子域與 GF(pm) 同構。多項式 Xpm − X 整除 Xpn − X 也是當且僅當 m 整除 n.

## 弗羅貝尼烏斯自同構和伽羅瓦理論
設 p 為質數， q = pn 為質數冪。
在 GF(q) 中，恆等式 (x + y)p = xp + yp 說明映射
{\displaystyle \varphi :x\mapsto x^{p}}
是 GF(q) 上 GF(p)-線性的域自同構，其保持子域 GF(p) 的元素。該映射稱為弗罗贝尼乌斯自同構，得名於费迪南德·格奥尔格·弗罗贝尼乌斯。
記 φk 為 φ 的 k 次疊代，則
{\displaystyle \varphi ^{k}:x\mapsto x^{p^{k}}.}
此前已證明 φn 為恆同映射。若 0 < k < n, 則自同構 φk 並非恆同映射，否則多項式
{\displaystyle X^{p^{k}}-X}
就有多於 pk 個根，矛盾。
此外 GF(q) 並無其他 GF(p)-自同構。換言之，GF(pn) 恰有 n 個 GF(p)-自同構，其為 
{\displaystyle \mathrm {Id} =\varphi ^{0},\varphi ,\varphi ^{2},\ldots ,\varphi ^{n-1}.}
以伽羅瓦理論觀之， GF(pn) 是 GF(p) 的伽羅瓦擴展，且其伽羅瓦群為循環群。
弗羅貝尼烏斯映射為滿射，因此任意一個有限域都是完美域。

## 一些小型的有限域
F2:
| + | 0 | 1 |
| - | - | - |
| 0 | 0 | 1 |
| 1 | 1 | 0 |

| · | 0 | 1 |
| - | - | - |
| 0 | 0 | 0 |
| 1 | 0 | 1 |

F3:
| + | 0 | 1 | 2 |
| - | - | - | - |
| 0 | 0 | 1 | 2 |
| 1 | 1 | 2 | 0 |
| 2 | 2 | 0 | 1 |

| · | 0 | 1 | 2 |
| - | - | - | - |
| 0 | 0 | 0 | 0 |
| 1 | 0 | 1 | 2 |
| 2 | 0 | 2 | 1 |

F4: 考虑{\displaystyle x^{2}+x+1=0,} 方程的根不在F2中。記其中一根為A, 則{\displaystyle A^{2}+A+1=0,}且另一根為
{\displaystyle B=A^{2}.}
| + | 0 | 1 | A | B |
| - | - | - | - | - |
| 0 | 0 | 1 | A | B |
| 1 | 1 | 0 | B | A |
| A | A | B | 0 | 1 |
| B | B | A | 1 | 0 |

| · | 0 | 1 | A | B |
| - | - | - | - | - |
| 0 | 0 | 0 | 0 | 0 |
| 1 | 0 | 1 | A | B |
| A | 0 | A | B | 1 |
| B | 0 | B | 1 | A |